# Восток (езеро)
Вижте пояснителната страница за други значения на Восток.
Езерото Восток е най-голямото от почти 400 известни подледникови езера в Антарктика. Езерото се намира на южния полюс под руската полярна база „Восток“ която е на 3488 m надморско равнище. Повърхността на това сладководно езеро е около 4000 m под повърхността на леда, което е приблизително 500 m под морското равнище.
Дължината му е 250 km, в най-широката си част е 50 km, обхваща площ от 15 690 km2, а средната му дълбочина е 344 m. Езерото е разделено на два дълбоки басейна от билото. Течната вода над билото е около 200 m.
Съществуването на подледниково езеро под полярната станция „Восток“ е предположено от руския географ Андрей Капица, на базата на сеизмичните сондажи, направени по време на съветската антарктически експедиции през 1959 и 1964 г. за измерване на дебелината на ледената покривка. Продължаване на изследванията от руски и британски учени потвърди съществуването на езерото.
Ледът над езерото е пробит от руски учени на 5 февруари 2012 г. По него може да се проследи промяната на климата за период около 400 000 години, въпреки че самата вода на езерото може да е била изолирани за 15 до 25 милиона години. Веднага след като ледът е бил пробит, вода от основното езеро бликва в сондажа.
Руски учени планират да се спусне сонда в езерото за събиране на водни проби и утайки от дъното. Предполага се че има необичайни форми на живот, които могат да бъдат намерени в течния слой на езерото. Езерото „Восток“ съдържа среда, запечатана под леда в продължение на милиони години, в условия, които биха могли да наподобяват тези на покрития с лед спътник на Юпитер, Европа.